# CFE-Baureihe M
Die Compagnie de Chemin de Fer Franco-Ethiopien de Jibuti à Addis Abeba (CFE) beschaffte für die Bahnstrecke Dschibuti–Addis Abeba 1950 von der Schweizerischen Lokomotiv- und Maschinenfabrik in Winterthur insgesamt 12 Diesellokomotiven. Sie werden als Baureihe M geführt, je nach Sprache wird auch die Bezeichnung M oder Type M verwendet. Die Bezeichnung leitet sich aus Service marchandises ab.

## Geschichte
Die CFE beabsichtigte 1945 ihre Triebfahrzeug-Bestand mit Diesellokomotiven von SLM zu modernisieren. Ursprünglich war vorgesehen, sechs Doppellokomotiven zu 1340 PS anzuschaffen. Die Bestellung erfolgte am 31. Dezember 1946, wurde aber im Juli 1948 in fünf Diesellokomotiven für Schnellzüge der Baureihe V für Service voyageurs und sieben Lokomotiven der Baureihe M für Güterzüge umgewandelt. Die Lokomotiven sollten die Bezeichnungen 1V bis 5V und 6M bis 12M tragen. Ein Jahr später wurde die Bestellung nochmals geändert in eine Reisezuglokomotive und elf Güterzuglokomotiven. Nachdem es mit der 1V bei Versuchsfahrten zu einer Entgleisung gekommen war, wurde das Projekt einer Reisezuglokomotive fallen gelasse und alle zwölf Lokomotiven als Güterzuglokomotiven geliefert.

## Technisches
Die Lokomotive hat einen Antrieb mit in der Werkstatt umbaubarem Übersetzungsverhältnis. Dazu waren die Zahnräder des Getriebes zweiteilig ausgeführt, so dass sie ohne Abpressen der Räder gewechselt werden konnten. Für den Personenverkehr wurde das Verhältnis 1:4,12 verwendet, dabei erreicht das Fahrzeug eine Höchstgeschwindigkeit von 90 km/h bei 7200 kg Anzugskraft. Im Güterverkehr wurde das 1:5,69 verwendet, dabei beträgt die Höchstgeschwindigkeit 65 km/h bei 9820 kg Anzugskraft.
Wegen des schlechten Oberbaus musste der Achsdruck auf 8 Tonnen begrenzt werden, deshalb wurden zwei dreiachsiges Drehgestelle mit je zwei Trieb- und einer Laufachse eingebaut. Die Laufachsen wurden in den Jahren 1963 und 1964 in der Werkstatt Dire Dawa ausgebaut, nachdem der Oberbau für 12,5 t Achslast verstärkt wurde.
Infolge der extremen klimatischen Bedingungen (vom Meer durch die Wüste bis auf 2.355 Meter ü. d. M. hinauf) mussten besondere Maßnahmen ergriffen werden. So wird die Ansaugluft für den Dieselmotor, sowie Generatoren und Triebmotoren, gefiltert. Dabei wird im Maschinenraum ein leichter Überdruck erzeugt um ein Eindringen von Staub zu verhindern. Auch dem Führerstand wird gefilterte Luft zugeführt. Der Führerstand befindet sich nur auf einer Seite des gleich bleibend breiten Wagenkastens. Am Führerstands-Ende ist der Wagenkasten besonders verstärkt und hat einen markanten Kuhfänger, um für einen Zusammenstoss mit Großtieren gewappnet zu sein. Am anderen Ende befinden sich die Öl- und Wasserkühler, welche sehr groß sein müssen, um bei 50° Umgebungstemperatur noch eine ausreichende Leistung zu erbringen. Dazwischen befindet sich der Sechszylinder-Dieselmotor mit angeflanschtem Generator und Hilfsgenerator. Der Motor hat Bohrungen von 250 mm Durchmesser und einen Kolbenhub von 300 mm. Jede Treibachse hat einen eigenen Gleichstrom-Fahrmotor.
Die elektrische Ausrüstung wurde von BBC hergestellt und durch die SLM eingebaut. Die Abstützung des Kastens erfolgt über zwei kugelförmige Drehzapfen. Diese liegen in den Drehpfannen, die quer pendelnd im Drehgestellrahmen aufgehängt sind. Zur Unterstützung sind federnde Seitenstützen vorhanden. Der Dieselöltank ist unterhalb des Wagenkastens zwischen den Drehgestellen angeordnet.

## Betriebliches
Weil die Lokomotive nur an einem Ende einen Führerstand besaß, wurde sie oft in Doppeltraktion verwendet.